# Synaphea flabelliformis
Synaphea flabelliformis är en tvåhjärtbladig växtart som beskrevs av Alexander Segger George. Synaphea flabelliformis ingår i släktet Synaphea och familjen Proteaceae. Inga underarter finns listade i Catalogue of Life.